# 多米尼科·莫杜尼奥
多米尼科·莫杜尼奥（義大利語：Domenico Modugno，義大利語發音：[doˈmeːniko moˈduɲɲo]，1928年1月9日—1994年8月6日）是意大利歌手、作曲、演员、吉他手，后担任意大利国会成员。他最出名的作品是他1958年的一首国际热门歌曲《Nel blu dipinto di blu》。他被认为是意大利首位創作歌手。